# Carlisle Island
Die unbewohnte Vulkaninsel Carlisle Island (aleutisch: Kigalĝa) gehört zu den Islands of Four Mountains, einer Inselgruppe im östlichen Teil der Aleuten. Politisch gehört sie zum US-Bundesstaat Alaska.
Die kreisförmige Insel mit einem Durchmesser von 6,5 Kilometern wird dominiert durch den 1620 Meter hohen Schildvulkan Mount Carlisle.
Die Insel ist durch eine drei Kilometer breite Meeresstraße, dem Carlisle Pass, von der südöstlich gelegenen Chuginadak Island getrennt. Neun Kilometer südwestlich liegt die Herbert Island.